# 宇宙海賊キャプテンハーロックの登場人物
宇宙海賊キャプテンハーロックの登場人物（うちゅうかいぞくキャプテンハーロックのとうじょうじんぶつ）では、松本零士の漫画及びそれを原作としたアニメ『宇宙海賊キャプテンハーロック』に登場する架空の人物達について説明する。
キャストは特筆なき場合、アニメのものである。担当声優やスタッフのコメントは本作を特集したロマンアルバムなどの記述に基づく。

## ハーロックと40人の海賊たち

### 艦長と主な乗組員
ハーロック
声 - 井上真樹夫、徳丸完（井上の代役で9、10話のみ）、山寺宏一（まんがビデオ版）
本作の主人公。失った右目に掛けている眼帯と、顔の傷痕が特徴。「俺の旗の下で、俺は自由に生きる」を信条とする宇宙海賊。宇宙戦艦アルカディア号の艦長であることから、キャプテンハーロックと呼ばれ人々から恐れられているが、異星人マゾーンの脅威に気付いている数少ない地球人の一人。親友・トチローを無念の死に追いやった地球を恨む一方で、自らの信念のためにマゾーンと戦う。
トリさん
声 - 大竹宏（途中から効果音に変更）
ハーロックの肩によくとまっている黒い鳥。紐のような首と長いくちばしが特徴。アルカディア号の調理室に入ってきて食材を摘まみ食いしては、ますさんに追いかけられている。

台羽 正（だいば ただし）
声 - 神谷明、関俊彦（まんがビデオ版）、関智一(パチンコ)
41人目の乗組員で、マゾーン襲来を警告していた天文学者・台羽博士（はかせ）の息子。自分達の脅威を知る者は全て抹殺しようとするマゾーンに、父と共に消されそうになったところをハーロックに助けられ、父を殺したマゾーンに復讐するため彼の誘いに応じて乗艦する。優れた操縦技術と反射神経の持ち主で、有紀螢の副官としてスペースウルフに乗る。機械類にも強くアルカディア号の主砲の改良を試みたこともある。若さゆえの無謀も目立つが、ハーロックは「いずれ大物になる」と期待をかけ、本人もハーロックの生き方に次第に共鳴を覚え、最初は違和感があったアルカディア号乗員達にも心を開き、戦いの中で助けられたり助けたりということを繰り返しながら成長していく。
ハセガワから2011年に発売されたスペースウルフのキットには、台羽の人形が付属している。
アニメでの年齢設定は14歳で、乗機はボレット1号になっている。第10話までは柿色の私服、第11話より浅緑色の海賊服を着用。原作よりもマゾーンに対して強い憎しみをストレートにぶつける描写が多く、声を担当した神谷は原作が好きだったため、残念に感じたという。台羽のそうした行動を見て神谷は「自分だったらもっと内に秘めるだろうな」、などと思って演じていたともいい、歯がゆい部分もあったというが、そういった部分も含めて役作りにプラスになったと思うし、人間性を膨らませることができたと思う、とコメントしている。
有紀 螢（ゆうき けい）
声 - 川島千代子、内川藍維（まんがビデオ版）、久川綾(パチンコ)
可憐な容姿ながら勇猛な女性で、戦闘指揮官として艦載機スペースウルフの操縦もこなす。本来はレーダー手だが、操舵手となることもある。ハーロックの補佐として働いており、参謀役となることもしばしば。アルカディア号のアイドル的存在であり、台羽正が乗組員となってからは彼と行動を共にすることが多くなった。作中でこともなげに日本酒を飲み干しているが、アニメの年齢設定は16歳。彼女の過去に絡んだアニメ第16話では、母親譲りの三味線の腕前を披露している。
ハーロックから主に「有紀くん」と呼ばれ、アニメでは「螢」と呼ばれている。
アニメ16話では、彼女の過去が描かれた。父・秀一郎はスペースコロニーの研究をしていたが、実験中の事故で死亡。母・文もその後を追うように他界、さらには婚約者で父の助手だった男性・片桐一也も父の死を境に掌を返すように螢から離れていった。その後死んだ父を侮辱した相手に対して傷害事件を起こして逮捕されたが、ハーロックに助けられアルカディア号の乗員となった。
本作以外にその派生作品でもアルカディア号の乗組員として登場している。初出は『ミライザーバン』であり、PlayStation用ゲーム『松本零士999 〜Story of Galaxy Express 999〜』では『ミライザーバン』と本作の設定を折衝した形での登場となり、「バンの失踪後、バンの戻る地球を守るためにアルカディア号の船員となった」と設定された。
声を担当した川島は「翳りのある女の子という点を念頭においていたがそればかりが出てしまい、16歳というハツラツとした若さといったものが出せなかったです」とコメントしており、心残りな点が多かったとのことである。
東映でアニメ化する以前に零士社で出した企画書の設定では、昆虫学者の有紀博士の娘という設定だった。またこの企画書によればマゾーン艦隊に襲われた貨物船唯一人の生存者で、ハーロックに助け出されたとされている。
劇場版『さよなら銀河鉄道999 アンドロメダ終着駅』にも登場している。
作品によっては『銀河鉄道物語』の主人公である有紀学の姉という設定となっているものもある。
ミーメ
声 - 小原乃梨子、 弥永和子（まんがビデオ版）
若き日のハーロックとその友人のことを知る異星人の女性。アルコールを主食とする種族なので大の酒好き。一升瓶を一気飲みで空ける場面が多々あり、ハーロックとの出会いも酒の匂いに釣られてのものであった。
アンタレス近くにあった母星が巨大植物に襲われて独り生き残っていたところをハーロックに救われて以来、彼に付き従い、身も心も捧げることを誓っている。新入りの台羽の事を気遣い、行動を共にする事も多い。優しい女性であると同時に「殺さなければ殺される」大宇宙の非情の掟を理解しており、台羽にそれを説いた。白兵戦やスペースウルフの操縦もこなし、人間にない超感覚と勇気ある行動で、ハーロックや他の乗組員にも全幅の信頼を置かれている。酔っぱらった時以外は睡眠を必要とせず、艦内が寝静まった後も大抵独りで起きている不寝番のような存在。
漫画では彼女のセリフは漢字とカタカナで表現されているが、アニメ版で声を担当した小原によれば、「カタカナ通りにやるとコンピューターみたいになっちゃうので、お酒を主食としている星の女らしくトロっとして、フワーッと語尾がとけちゃう感じにしてみたんです」とのこと。
アニメでは母星の名前がジュラ星と設定され、ミーメはジュラ星人と設定された。原作では地球に潜伏するマゾーンの掃討作戦に参加したり、宇宙艇内部に進入するなどアクティブな面も描かれているが、アニメではハープを演奏しているシーンが多く描かれるなど、エレガントな雰囲気や神秘性を持ったキャラクターとしての側面を重視した描写となった。また感情が昂ぶると体が黄色く光り、15話と20話では全身から光を放って敵を倒している。なお、原作単行本（サンデーコミックス）1巻の表紙イラストでも黄色く光る姿でハーロックの脇に描かれている。
『わが青春のアルカディア』に登場したラ・ミーメは彼女の妹という設定で、続いて制作されたTVアニメ『無限軌道SSX』では後半に入れ替わりでミーメが登場する予定だったが打ち切りにより叶わなかった。
ヤッタラン
声 - 大竹宏、千葉繁（まんがビデオ版）、龍田直樹（パチンコ）
副長。艦内一の大喰いだが肥満体形を気にしており「ブタ」と言われるとむくれる。普段は戦闘機などのプラモデル製作に没頭しており、艦内電話で声をかけられてもプラモいじりをしながら「今忙しいねん」と答えるのみである。ただし地球が割れてズレて見える異常が起きた際の一号重爆雷の投下、マヤ天文台遺跡周辺探索時のスポット降雪器の制御など、気に入っている機械を扱う時には率先して行動するといったように機械好きな一面もあり、機械が壊れるのを見ると非常に悲しむ。
宇宙戦闘の専門家でもあり、ハーロックによると彼が戦うのは本当の危機が迫った時であり、彼が遊んでいるうちは皆安心していられるとのこと。
のんびりした性格・外見と裏腹にメカニックの大天才で、ハーロックの弁によれば「わが友（トチロー）を除き、副長（ヤッタラン）ほどアルカディア号の構造に精通している者はいない」とのことで、アルカディア号のメンテナンスや改装は全て彼の仕事である。
アニメ23話ではヤッタランにスポットを当てられ、アルカディア号の乗組員となる経緯が描かれた。高校2年のときに初恋の女性・百合子に告白するも失恋に終わり、それが元で家出して通りかかったところに故障したアルカディア号と遭遇、アルカディア号を修理して乗組員になったとされている。また、小学校の頃に微分・積分を解けるほどの神童だったとされ、ドクター・ゼロとは昔から面識があり、かつては同じ町で暮らしていたことになっている。アニメ29話では台羽の救出のため単身「虹の星」に降下したハーロックに代わり、自ら舵輪を握って艦長代理を務めたこともあったほか、41話でマゾーン旗艦ドクラスへとボレット2号で突入した際には、ハーロックはヤッタランのみアルカディア号に残して彼に船を任せている。
松本のアシスタントを務めていた新谷かおるがモデル。松本と親交のあるSF小説家の小松左京によれば、モデルは自分ではないかと疑って松本に問い詰めたところ、弟子の新谷がモデルだと説明されたという。
声を担当した大竹は「プラモ狂っていうとこには幼さを感じますね。そういったとこに親しみが持てるんですよ」とコメント。23話では、最後で本当に泣いてしまったという。
魔地（まじ）
声 - 緒方賢一
作中では魔地機関長と呼ばれているが、砲術も担当している。唄好きだが音痴（アニメ第17話）。酒好きでドクターゼロと酒盛りをしていることが多い。モデルは原作者である松本自身とされる。
アニメ17、18話では彼の過去が描かれた。かつては地球連邦宇宙海軍（地球警備隊）に所属し、ブレーブス号の乗員としてハーロックと戦ったこともあった。後に妻となる女性・亜希と出会い、子供のミドリと家族3人で幸せに暮らしていたが、亜希の正体がマゾーンであることを知った彼の上官・山中艦長により亜希は射殺され、さらに娘もマゾーンたちにさらわれてしまう。生きる希望を失った彼は酒に溺れて町を放浪していたが、ハーロックが宇宙人を追っていると聞き、生き別れた娘を探そうとアルカディア号の乗員となった。しかし、亜希とミドリに欺かれていたことを知り、過去を振り切るように自ら砲撃してパトラス（ミドリ）を葬った。
そんな過去もあって子供好きの一面があり、アニメではまゆを可愛がったり、マゾーンとの戦いが終わった後には孤児院「ハーロックホーム」の院長にもなる。
ドクターゼロ
声 - 八奈見乗児
ヤッタランと並ぶ肥満体形の船医で、『宇宙戦艦ヤマト』の佐渡酒造に似た姿をしているが眼鏡は使用していない。酒好きでよくミーくんを利用して調理場から酒をくすねるので、ますさんに睨まれている。医者としての腕は確かで、トカーガ人の戦士ゾルを蘇生させたこともある。
アニメ25話では愛猫ミーくんとの出会いなどが描かれ、ミーくんと共にスペースウルフに搭乗。マゾーン宇宙艦隊と交戦もしている。
零士社で出した企画書にある、キャラクター紹介で掲載されている松本のイラストでは『男おいどん』の主人公・大山昇太にモジャモジャの口ひげを生やしたような容姿で描かれており、前述の容姿とは大きく異なるものとなっている。
ミーくん（ミーめ）
ドクター･ゼロの愛猫で、虎縞の模様をしている。猫だが飼い主との酒盛りに付き合うこともしばしば。アニメ25話によれば、ある雨の日に怪我をした母猫がゼロの家に迷い込み、ミーくんは死期を悟った母猫からゼロに託されたことが明かされた。

ますさん
声 - つかせのりこ
姓は綱島。網元の娘。艦内の炊事洗濯などを取り仕切る元気な老婦人で、アルカディア号の司厨長として料理の腕を振るう。食材を摘まみ食いするミーくんやトリさんを、二丁包丁で追い回していることが多い。アニメ版の第33話「たった一人の突撃!」ではせつない過去が明かされた。地球警備隊の元長官・大田原剛三とはかつて恋人同士であり、すれ違いにより別々の人生を歩むも彼だけを愛し続けていた。夏祭りの夜に駆け落ちを約束するも「いつもの場所」と曖昧な言葉で落ち合う場所を告げて自身は「橋の袂」で待ち、大田原は「三本松」でと違う場所で待っていたことに数十年も気づかずに過ごし、大田原がマゾーンの先遣部隊に特攻する直前、通信でお互いにフラれたと思ったことは誤解だと悟る。2人で「大漁唄い込み節」を歌っている途中、撃墜されての通信途絶で知った彼の死に号泣した。第40話「その時 天使は歌った」ではドクター・ゼロと共にトカーガ族のお産を手伝った。第41話では突入したドグラス内で「マゾーンって何を食べてるんだろうね？」との疑問を魔地に発し、無闇に走り回るより、まずは調理場を捜そうかとの流れを作る。
『男おいどん』などの作品でもよく似たキャラクターが登場している。モデルは松本が世話になった本郷山越館の管理人とされる。

### その他の乗組員
※いずれもアニメ版に登場。
ロペット・ワーワー
声 - 緒方賢一
『ヤマト』に登場するアナライザーに似たデザインのロボットで、声も同じく緒方が当てている。機械の修理、改造などを担当したが、アナライザーに比べて出番は少なく、後半にはほとんど登場しなくなってしまう。
劇中にほとんど登場しなかった理由について、アナライザーに似た外見と声が同じ緒方だったために避けたのではないかと推察されている。
零士社で出した企画書では、九州弁を話す「ワーワー」と関西弁を話す「ヤーヤー」が合体して「メカパンツァー」になるというアイデアがあり、プラモデルなどの商品化も考慮したロボットのキャラクターが掲載されていた。
キッドッド、海太郎
声 - 田中崇（現・銀河万丈）、戸谷公次 ほか
2人とも、よくアルカディア号の通路などで将棋を指している。両名共に特に担当声優は決まっていない。
海賊A
声 - 戸谷公次（36話）、井上和彦（39話）
ひょろっとした体型で、黒縁の丸眼鏡をかけている。36話では、アルカディア号に乗り込んできた謎の女・波野静香に包帯を巻いてもらった際に感謝の意を示し、アルカディア号にずっと留まることを勧めていた。39話では、艦内に侵入した多数のマゾーンを迎撃すべく通路で防衛線を張ったが、その数の多さには敵わず突破されていた。

## マゾーン
植物を起源とする、女性の姿をした謎の生命体で地球征服をもくろむ。詳しくはマゾーンを参照。アニメでは原作以上に多数の個体が登場する。原作では女性型だけだたったが、アニメ版では男性型マゾーンや子供も登場している。また、女王の2人の片腕としてクレオとテシウスが設定された。

### 女王
ラフレシア
声 - 北浜晴子（まんがビデオ版も担当）
惑星マゾーンの女王。多数の宇宙船による大キャラバンを率い、一族の命運をかけ地球への移住を試みる。乗艦である旗艦は居城でもある。水晶玉のような投影装置にアルカディア号を映し出し、それを見ていることが多い。戦いを通じてハーロックという男を次第に理解していくようになる。主に黒いドレスに三叉の槍のような冠を着用しており、立体映像を用いた幻影通信でハーロック達にしばしばその姿を見せている。
単行本第1巻ラストで初登場した際は、海賊島を破壊したアルカディア号の様子を見つめる黒い影として描かれていた。その後、金星にあるマゾーンの基地を訪れたハーロック達の前に初めて立体映像で姿を現し、彼らのことを「撒いた種」と言い、マゾーンが人間を作ったことを匂わす発言をした。終盤ではハーロックと惑星ヘビーメルダーで直接対面。これから起こる彼との戦いを前にして酒を酌み交わそうとしたが、規律に背いた者への対応に追われ、円盤に乗ってハーロック達の前から去る。反乱の首謀者を始末した後、これから起こるであろうハーロックとの決闘を予感するところまででラフレシアの出番は終了しており、物語はそのまま未完となっているため、アニメのようにハーロックとの決闘は描かれていない。
アニメ版では居城でもある旗艦は「ドクラス」と命名された。前期と後期で衣装が異なり、前期は赤と緑を基調とした服で玉座調の寝台に横になっていて、臣下からの報告を受け指示を下しており、肌は本来のマゾーンの色である青い肌だったが、後期は原作同様に三叉の槍のような冠と黒いドレスを主に着用して立ち姿で自分から指示を下すことが増えて白い肌になった。ただし、後述するハーロックとの決闘では前期の衣装を着用し、ビームを発射する剣を使用している。なお、この前期の衣装のデザインも松本によるものであり、零時社で作成した企画書におけるラフレシアのキャラクター紹介には松本の筆でこの衣装を着用したラフレシアのイラストが掲載されており、本作を特集したロマンアルバムで確認できる。
第6話で海賊島を訪れたハーロック達の前に初めて立体映像で姿を現した。第19話において、アルカディア号の私室にいるハーロックの前に立体映像で姿を現した際に原作同様「撒いた種」と発言している。自分たちを「全能なるマゾーン」と信じ、女王として「我々に敵無し」と自負して地球移住を図るが、徐々に計画は狂い始める。単なる無法者と看做したハーロックにより、マゾーンの一大キャラバンは瓦解の危機に立たされてしまう。第22話では危機に陥ったハーロックをわざと助けてマゾーン結束のための布石としたが、後に彼を生かしたことで中央艦隊の空中分解となる軋轢の切っ掛けとなり、ハーロックを侮った策略が思わぬ落とし穴となって自身が苦しむ結果を招く。
長すぎる旅に疲弊した市民の脱走と彼らを戦闘の邪魔と蔑む武官との深刻な対立が生じ、無敵だと思った自分たちの前に一隻の海賊船と41人（トチローを含めて42人）の海賊が立ちはだかったことで大マゾーンを自負するマゾーンの欠陥を露呈させてしまう。市民を弾除けの盾にしたり、心を持たぬ非情さを選ぶことは脆さを全面に押し立てることにしかならぬとの忠告を遺した親友テシウスを処刑後、遺言を受け入れようとはせず、ハーロックを倒して市民を犠牲にしてでも地球移住を為し遂げようとするも失敗する。
第40話で負傷したトカーガ族の女性の出産を助けるハーロックにアルカディア号攻撃の絶好の機会と判断して攻撃命令を下すが、新たな命の誕生に際してアルカディア号の盾となって立ちはだかった市民船団が退去命令にも反して動かなかったため、彼ら諸共にアルカディア号を攻撃するよう命令を下すことも辞さなくなる。しかし、流石に武官たちは全市民を抹殺してまでアルカディア号を攻撃することは出来なかった。子供が無事に誕生して奴隷船と盾となった市民船団はアルカディア号から離脱するが、攻撃命令を出そうとしたクレオを「ハーロックに小手先の手段は通じない」と制止した。
第41話では総司令クレオ及び近衛艦隊・中央艦隊の全軍を失いながらもドクラス内に突入したハーロックを迎え討つべく彼を待ち受け、これまでの戦いで死亡したマゾーンの亡霊の幻を見せてハーロックを苦しめるが、幻術を破られたことでハーロックと一対一の決闘を行うも敗北。地球を前にしながら「私は去る」とのセリフを残して市民船団と共に去り、ハーロックを除くアルカディア号の乗組員は降伏して去ったと思っていたが、それは「私は去る。だが、地球にはまだ潜入部隊がいる。」という意味だった。最終話（第42話）で地球の潜入部隊を一斉に決起させて世界各地を焦土に変えたものの作戦は失敗に終わった。地球の原生マゾーンによる潜入部隊までもが倒されて市民船団と共にいずこともなく宇宙に去ることになる。最終的に潜入部隊の敗死を報告する旗艦の部下、つき従う市民船団だけが残された。
植物に起源をもつ植物人間だが、アニメでは赤い血の流れるマゾーンとして描かれた。ハーロックとの戦いで負傷し、赤い血を流した場面について声を担当した北浜は「ハーロックにそう見えたのではないか」と解釈し、それはハーロックがラフレシアに触れ合う部分を見つけたからではないかと考察している。また「我欲のために悪を及ぼしているわけではないところが大変気に入っていました」という発言のほか、「（ハーロックを）“愛してはいけないのに愛してしまった”みたいな部分で感じてたんです」とも語っている。

### その他のマゾーン
波野 静香（なみの しずか）
声 - 山口奈々
首相秘書として地球に潜伏、スパイとして活動していたマゾーン。
原作では初期に登場し、アルカディア号に密航して台羽の部屋でしばらく匿われていた。後にこれが露見してマゾーンのドームでハーロックと対面するが、ドームの破裂と共に消滅した。この対面でハーロックはマゾーンにも「心」があることを知り、心がある敵と戦うことのつらさを台羽に説いた。
アニメでは第33話より登場。コードネームは「RX-0」。暗号「XX-0−229」を実行すべく、ラフレシアの指令で官邸に潜入した。地球人同様の肌の色をしている上に、マゾーン探知機に反応しないよう対策も講じている。スポーツカータイプの車を所有しており、第35話での切田との逃亡時に見せた運転テクニックは切田曰く「レーサー並み」。切田と首相が不仲となっているのを利用して彼が宇宙人マゾーンと結託しているように見せ、反逆罪（死刑）に仕立て上げながらも自分の車に切田を乗せ、逃亡の手助けを行った。さらに切田にハーロック宛ての紹介状を書かせ、まんまとアルカディア号に乗船する。
ラフレシアの命を受けてハーロックの生き方を聞き出そうと色仕掛けまで行うが、彼には通用しなかった。その後、アルカディア号の主要部分の爆破に成功するも正体を見破られ、ラフレシアからも見放されて行き場を失い、ハーロックを愛してしまう。しかし、任務に失敗して生きて帰ることは許されず、愛する人ハーロックに撃たれて死にたいと願い、それを汲み取ったハーロックにより望み通りに撃たれて絶命した。死んでから燃えるまで最も長かったマゾーンであり、息絶えているはずのその頬を涙が流れた。ハーロックは切田に、静香は”マゾーントノ戦闘デ勇敢ニ戦イ、戦死ス”と電報を打つ予定の旨が劇中で語られている。
アニメ版スタッフの田宮武によれば、静香が登場した一連のシリーズはいろいろと反響があったという。なお、静香の最後の登場となる38話では、最後の場面でハーロックが静香に「宇宙は寒いぞ」と言うセリフが落ちてしまったというミスがあったことを明かしている。
声を担当した山口は、ハーロックのために赤いセーターを編み、愛を表現する静香の姿がステキだとコメントしている。
なお、秋田書店のアニメ特集号ではマゾーン名が”ドリアン”になっているが、後述のスノーラやキリカのように誤植とみられる。
ヌレーム
声 - つかせのりこ
第6789211空間突撃兵白兵戦指揮官。アルカディア号との戦闘で拿捕され、ハーロックの尋問を受ける。アニメでは5、6話で登場。その際にマゾーンの偉大さと女王ラフレシアの存在を語った直後に自爆したが、その部屋は爆発物処理用の装甲室で、アルカディア号に被害はなかった。
海底ピラミッドのマゾーン
バミューダ海域の海底にあったピラミッドで、カプセルの中に埋葬されていたマゾーン。アニメでは7話で登場。ハーロックは使命のために倒れた後も同胞を導くその姿に敬意を表し、その遺体を調べようとはしなかった。
コスモクルーザーのマゾーン
破損した高速巡洋艦に搭載されていたマゾーン。艦の生体制御部品として裸体で組み込まれており、ハーロックは彼女をアルカディア号に持ち帰ってマゾーンの身体構造を調べ、その生態を暴いた後に元へと戻すが、その身体は回収されずにマゾーンの攻撃で艦もろとも破壊された。
ヒステリアス
声 - 中谷ゆみ
銀河系永久基地団第7艦隊指令でマゾーンの高官。ソロモン諸島の北方にある海上に着水していたアルカディア号を、戦闘艦ゾネスで攻撃した。捕虜として拿捕されるも、ハーロックの前で所属と名前を名乗った後に解放される。だが、マゾーンでは所属を名乗っただけで秘密を漏らしたこととなるために本隊へ復帰することもできず、宇宙艇で死ぬまで宇宙を1人で彷徨うこととなった。ミーメはその姿に故郷を失った自分の境遇を重ね、涙を流した。
アニメでは8話で登場。釈放された直後、復讐に燃える台羽の追い討ちにより撃墜された。
ジョジベル
マゾーンの戦士。ラフレシアの命令で、高速戦闘艇を使ってアルカディア号に情報収集プローブを撃ち込む。データ回収のため最接近したところを有紀螢に進路妨害されて台羽に撃墜された。アルカディア号で有紀と会見し、女の部下にされて傷つけられていた台羽のプライドを命懸けで救った有紀の行動を称賛した。ラフレシアの元に戻った後はアルカディア号で「仲間」というものを見てきたことを報告した。
メール、フィメール、マナムーメ
惑星トカーガで反乱を起こしたゾルの息子達を鎮圧すべく、転移艇（ワープボード）を使用してトカーガへ向かったが、ゾルの息子達の乗る小型艇の攻撃を受け、機体を破壊されて死亡。ただし、劇中で撃沈される転移艇は三隻ではなく二隻である。
海賊島のマゾーン
終盤に登場した、二体のマゾーン。偵察に来た第二海賊島（デスシャドウ島）の地表で球技のようなゲームをしていたところ、海賊島内部の爆発事故に気づき内部に侵入。事故を起こしたヤッタランの手で始末され、宇宙葬で丁重に葬られた。
ゲームで遊んでいたり島内の海岸を模した景色を見て涙を流すといった様子から、ハーロック達はマゾーンの精神構造が人間と同様であることを実感させられた。またこれまでの個体とは異なり、撃たれても青い炎を上げて燃えることはなく、言葉も通じなかったことからハーロックにマゾーン本隊との戦いが近いことを予感させた。
処刑されたマゾーン指揮官
惑星ヘビーメルダーにて、ラフレシアの命令を無視してアルカディア号に攻撃を仕掛けたマゾーンの高級将校。命令違反の罪を問われて処刑され、上空から突き落とされる。前述の海賊島のマゾーン同様に死亡後も燃え尽きることはなく大柄で立派な体付きをしていたことから「植物で言えば大木か」と、海賊達に評価されていた。

### アニメオリジナル

#### 女王の腹心
クレオ
声 - 坪井章子
第26話より登場。マゾーン中央艦隊の女王ラフレシアの旗艦「ドクラス」を取り巻く最強を誇る近衛艦隊の司令官。マゾーンの武官として司令官たちを束ね、自他ともに認めるラフレシアの右腕たる総司令官であり、時には女王に対して強く意見を述べることも。テシウスの死に対して涙を見せる一面もあったが、それ以降は感情を表に出すことなくラフレシアを支えた。第27話では中央艦隊の規律と市民を守るためとはいえ、「卑怯者」とハーロックに罵られることを嫌うラフレシアに対し、反乱鎮圧のためにまゆを人質に取るという卑怯な作戦を了承させた。トカーガ族の出産の際には、ラフレシア共々に攻撃を妨げる市民船団を犠牲にしてでもアルカディア号破壊を命じるが、応じて攻撃する戦艦はただの一隻も無かった。市民船団が離れて障害のなくなったアルカディア号攻撃はラフレシアにより制止された。
第41話ではラフレシアの影武者を演じ、ドクラス内に進入した台羽の投げたナイフで致命傷を負って絶命して燃え尽きるが、彼を含めたハーロック以外の乗組員を無重力室に釘付けにした。その際、部下の近衛隊員も全滅した。
声を担当した坪井曰く、「宝塚の男役みたいなイメージがある役」。
テシウス
声 - 山口奈々
アニメ版の第26話で登場。科学者であり、文官として民間人であるマゾーン市民をまとめる。クレオがラフレシアにとって右腕であれば、テシウスはその左腕たる「女王の知恵袋」。
ラフレシアとは身分を越えて友情を誓い合った「生涯の友」であり、ラフレシアが地球への移住を提案した際に真っ先に賛同の意を示した。他の科学者（声 - 小原乃梨子、川島千代子、北浜晴子）の動揺を抑え、サイネスが武官らの殆どが自分たち市民を切り捨てて行動することを考えていると不信を露骨に口にし、市民だけでM-31星雲ベータ星に移住しようという提言も退けていたが、旅立ち前は「全市民を母なる星でと同じように第2の故郷で繁栄させること」だけを考えていたラフレシアに同調していた。
しかし、そのラフレシアが「勝利と地球移住」を第一にと市民の大多数を犠牲にしようとし、脱走を図ったサイネスらを嬉々として処刑した司令カサンドラを見て自らも市民を引き連れて脱走、ベータ星に移住を図る。市民の男性型マゾーン（声 - 神谷明）が「ラフレシア様は見逃して下さった!」と安堵の声を漏らした直後、ラフレシアより差し向けられた総司令クレオに爆弾を渡され、命令と友情の板挟みで言葉を発することが出来ずにいるクレオの様子からラフレシアが集団自決を迫ったことを悟る。死に際して「市民を弾除けにするようでは、どんな戦いにも勝てない。しなやかさを持たぬ鋼は意外と脆く、心を持たぬ非情さもそれと同じ。」とラフレシアに対する最後の忠告を述べると、受け取った爆弾により市民と共に自爆して果てた。クレオにとっても、ラフレシアにとってもその代償は大きかった。しかし、遺言となった忠告は無視されてしまう。

#### その他
舎監
声 - つかせのりこ
初登場は第2話。まゆが通う聖ジョバンナ学園の舎監で、地球での名前は根民筋子（ロマンアルバムによる）。まゆを陰険なやり方で苛める。マゾーンは美女の姿をしているものが大半という中にあって、陰険な中年女性といった容姿。切田長官の作戦を利用してハーロックを始末しようとするが、マゾーン探知機でその存在を感知され、彼に射殺される（7話）。
メゾン
声 - つかせのりこ
ハーロックの私室に空間四次元投影で突如現れる。ラフレシアの使者としてその言葉を伝えるが、実体波を持ってきたためにハーロックからワインをぶつけられ、本体の乗っている宇宙船を破壊され死亡。
原作でもこのエピソードはあるが容姿が異なっており、メゾンの容姿は原作でクスコ教授を殺したマゾーンに似ている。
ローラ
声 - 小山まみ（現・小山茉美）
金星にある第一線基地の士官で、第10-12話に登場。まだ少女の面影の残る容姿をしている。特別攻撃宇宙艇隊隊長として台羽と交戦した際には、彼の機体を撃墜している（台羽は射出座席で脱出）。その後母艦が破壊された際に捕虜となるもその容姿で台羽を惑わし、彼の母の幻影を見せてアルカディア号の死角を聞き出した。脱出にも成功したが、最期は母の幻を乗り越えた正の手で倒される。ローラにより、マゾーンが人の心を弄ぶ恐ろしい敵として描かれた。
声を当てた小山は、「こういった冷たい役ははじめてで、すごく苦労したんです。」とコメントしている。
アレルギアス
声 - 中谷ゆみ
初登場は第10話。第一線基地司令で、ローラの上官、アマゾンの樹海のマゾーンとルーツを同じくしており、樹海のマゾーン達に攻撃を加えたハーロックに復讐するべく、女王ラフレシアに願い出て戦いを挑む。母艦をアルカディア号の衝角で破壊されたが逃げ延び、金星の基地にある古代戦艦ピラミッダでアルカディア号を攻撃。自分の元に復帰したローラからの情報によりピラミッダでアルカディア号の死角を攻めるが、アルカディア号の偽装に引きずられた後に、衝角を利用した攻撃で再び乗艦を破壊され、敗れ去る（12話）。
アマン
声 - 坪井章子
第13話及びそれを再編集した映画『アルカディア号の謎』に登場。黒い衣を着用し、赤い目が付いた白いお面のような顔をしている。サルガッソ海に魔城（海底基地）を作り、1000年前の伊号潜水艦や戦艦武蔵の幽霊船を利用してアルカディア号を攻撃する。海底基地に突入したハーロックたちの前に姿を現すが、そこは1日が1年に相当する場所だった。ハーロック以下アルカディア号の乗員を猛烈な睡魔によって眠りにつかせ、絶体絶命の窮地に追い込むが、自らの意思で動き出したアルカディア号の砲撃を受け、消滅する。
スノーラ
声 - 潘恵子
第15話で登場。ハーロックの重力サーベル（サーベル銃）も通用しない強敵。北極に基地を作り、ハーロックを殺そうと待ち続けるうちにいつのまにか彼を愛してしまっていた。北極でのオーロラ現象の異変に不可解な点を覚え、調査に向かったハーロックが搭乗するボレットを局地的な人工ブリザードで襲う。ボレットを降りて探索に来たハーロックの前に現れ、彼を拘束した。ハーロックを自分だけのものにしようと愛をささやきながら氷の棺に閉じ込めようとするが、ハーロックを追いかけてきたミーメと対峙することとなる。
ハーロックの前に現れた際にはオーロラのように光る姿だったが、ミーメの攻撃を受けると通常のマゾーン同様に緑色の体色となり、ドレスの色も赤に変わった。
声を担当した潘は「人間の二面性みたいなものが含まれててやりがいがありました」とコメント。
東映アニメBBプレミアム提携プロバイダによる動画配信サービスのストーリー紹介などではオーロラとなっているが、誤植である。
サキ
声 - 野村道子
第16話で登場。有紀螢のかつての婚約者・片桐一也の妹を装い、車椅子に乗った足が不自由なあどけない少女を演じている（実際は歩ける）。魔女アマンとの戦いでひとりでに動いたアルカディア号の「秘密」を探るべく、一也に命じて螢を騙して睡眠尋問に掛ける。片桐がマゾーンの手先との正体に気付き、彼を射殺した螢を背後から撃とうとしたが、ハーロックの銃撃によって燃え上がった。肌の色は青い（青白いではなく、真っ青である）が、化粧で肌色に化けている。
亜希（あき）
魔地の過去が描かれた17話で登場。品のいいマダムといった容姿をしている。仕事帰りの魔地の前に、行き倒れの女性を装って現れ、この出会いがきっかけで彼の妻となる。魔地に対しては「記憶喪失で自分の名前以外は思い出せない」と語り、彼にとってはよき妻だった。だが夜はマゾーンの工作員として自分たちの正体を探ろうとする者を暗殺していた。それを知った魔地の上官・山中艦長を殺そうとしたが逆に返り討ちに遭う。
パトラス（ミドリ）
声 - 麻上洋子
第17-18話で登場。魔地からは亜希との間に生まれた娘で、マゾーンに連れ去られたと思われていた。だが、ミドリもまたマゾーンだった。その後、アルカディア号の謎の42人目の人物を探るべく、マゾーン第6789空間突撃隊指揮官・パトラスとして、立体映像による幻影戦士（シャドウソルジャー）と共に魔地の前に現れる。
幼い頃に魔地からプレゼントされた鈴を付けており、娘のミドリであるとして魔地はハーロックからパトラスを庇うが、娘を追って訪れたマゾーン基地内でマゾーンの実態を目の当たりにした彼は、パトラスの嘲笑混じりの説明により娘の誕生から全てが嘘であることを悟る。アルカディア号に空母ゾネスで対艦戦を挑み、魔地の放ったパルサーカノンで乗艦ごと敗北した。
原作では幻影戦士の中にマゾーンを紛れ込ませてアルカディア号に送り込んだのはトカーガの戦士ゾルだが、アニメではパトラスの役回りとなった。
アキアス
声 - 中谷ゆみ
第19話で登場。目が充血したように赤いのが特徴のマゾーンで、馬の首星雲にあるというマゾーンの基地に向かうアルカディア号を迎撃すべく、磁気嵐で襲い後方から人工彗星をぶつけようとする。これにより山中艦長の乗艦ブレーブス号は磁気嵐に巻き込まれ、幽霊船となったのだった。
そして山中艦長の救援要請の手紙でアルカディア号を誘い出し、同じように罠にかけようとしたが、アルカディア号がデスシャドウ島を呼び寄せて機械化自動変形させ、デスシャドウ島と一体化したコントロールによって彗星の罠を突破された後に、ハーロックの反撃によってゾネスごと灼熱のマグマに呑まれる。
 ジョジベル
声 - 信沢三恵子（現・信澤三惠子）
第20話に登場。眉毛の無い顔立ちが特徴で、先述のジョジベルとは実質的に別キャラクターの扱いである。マゾーンであることと名前が同じであること以外、特に共通点はない。
ジュラ星に住んでいた頃は「フーレ」と名乗り、ミーメの友人として生活していた。ミーメは植物が繁茂するジュラ星から逃げる際に彼女と生き別れたと思っていたが、フーレこそジュラ星を滅ぼした張本人だった。真実を知ったミーメとジュラ星で再会して決闘を行い、戦いはミーメが優勢だった事から、マゾーン特有の精神攻撃で隙を突いてミーメを追い詰めたかに見えたが、ミーメの全身発光によって焼き尽くされ、その最期は枯葉のような姿で風に散って飛ばされた。
エルザ
声 - 信沢三恵子
第23話に登場。プラモマニアのマゾーンで、艦載機部隊の指揮官で台羽らを苦戦させるが敗北。しかし、捕獲に訪れたヤッタランを捕虜にして凱旋。司令に命令され、捕虜にしたヤッタランとアルカディア号のプラモ作り（精密模型から構造を調べるため）の競争を挑む。
司令に「副長」と指摘されるまで、捕らえたヤッタランの正体は掴んでいなかった模様。ヤッタランに銃を向けて完成したプラモを寄越すように脅迫したところを、救出に来た台羽に妨害されるが、台羽を負傷させ、自分を撃てないヤッタランを射殺しようとするものの、最期は駆け付けたミーメに撃たれて炎上する。だがヤッタランは「このプラモが欲しかったやろうなぁ」と、エルザの行為をプラモ好きの模型仲間として最後まで好意的にとらえていて、その燃える遺骸に完成したプラモを置いて、共に手向けの火葬にした。
巨大母艦指令
声 - 坪井章子
エルザの上官。右目側に火傷の傷があり、髪の毛で隠している。捕虜となったヤッタランに対し、敬意を示して丁重に扱うように指示する一面もあった。部下のエルザに命じて、ヤッタランからアルカディア号の秘密を探ろうとする。ヤッタランを救出に現れたハーロックの攻撃を受け、白兵戦で抗戦するも、ボレットの攻撃によって艦橋で討ち取られる。
ルシア
声 - 小山まみ
第24話に登場。マゾーン看護隊に所属。捕虜であるトカーガ人のゾルバを看病するうちに愛が芽生え、彼と共にマゾーン艦隊を離脱、駆け落ちし、負傷しながらもアルカディア号に収容され、匿われたが、第19話で使われた思考波センサーでその所在を突き止められ、最期は敵の砲火からアルカディア号を救うべく、ゾルバと一緒に流星号で飛び出して共に散る。次の第25話冒頭のナレーションでは「看護婦」としか呼ばれず、個人名は出なかった。
カサンドラ
声 - 千々松幸子
第三方面連合艦隊司令。中央艦隊の前面部隊の指揮官であり、不敗を誇るが、第25話でのハーロックの予想外の奇襲に加え、客船の後退の不味さで軍の隊列を乱された隙を突かれ、初めて敗北を喫するという屈辱を味わった。第26話の冒頭で脱走した市民の船を平然と破壊して処刑したため、総司令クレオより責められるも「脱走は命がけで守る我ら武官に対する裏切り」と跳ね除け、以前より市民を「足手まとい」と侮る心から全市民と共にという女王ラフレシアの考えとそれを忠実に遂行しようとする総司令クレオを嘲り、市民を切り捨てて戦闘員だけでの進撃を同じ不満を抱く司令官たちの前で声高に主張した。
サイネスたちの処刑に激昂するテシウスに「市民はますます離れてゆく」と非難されても涼しい顔で「大いに結構!」と言い切る。しかし、客船を盾に押し立てるもラム戦で旗艦を撃破され、炎上する艦橋で無念のうめき声を発しつつ艦が爆散により死亡した。
サイネス
声 - 間嶋里美
第26話で登場。テシウスの部下で科学者。これまでの長旅の疲れとアルカディア号による被害と司令官たちの多くが市民を切り捨てることをテシウスに訴え、その時点で通り掛っていたM-31星雲の中の移住可能なベータ星への移住を「地球よりは劣るものの自分たちマゾーンが住んで住めないことはない」とテシウスに提言する。しかし、女王や軍を信じようとして決別を承知しないテシウスに業を煮やし、市民を引き連れて脱走を図るが、見透かしていた司令カサンドラに待ち伏せされて処刑された。
ミユ
声 - つかせのりこ
第28話で登場。まゆが連れ去られたユリシーズ星雲にある「人間の星」にいた特別工作員。ハーロックの知り合いであるアイン博士を脅迫し、彼が発明した自然をコントロールする機械で人工的に自然災害を発生させ、ハーロック達を攻撃する。「人間の星」は南国のような星だが、マゾーンのため肌の色は青白い。また、その美貌で台羽にアプローチをかけていたが、最期は台羽に射殺された。
キリカ
声 - 鈴木富子
第29話で登場。ユリシーズ星雲内の「虹の星」にいた、少女の姿をしたマゾーン。上官のシラク達と共にマゾーン中央艦隊からの脱走者を装っていた。トラブルで単身「虹の星」に降下した台羽を監視し、騙そうとするものの、草笛を通じて彼と交流を育むうちに好意を抱いてしまう。
隠されたマゾーン戦闘母艦とシラクを発見した台羽のコスモガンを奪い、迷いを振り切るように「あたしはマゾーン戦士の子」と宣言して銃口を向けるが、射殺をためらって台羽を負傷させるに留まり、止めを刺せなかった。虹の星での戦闘での消息は不明で、その生死は明らかにされていない。
彼女を演じた鈴木は「小さな女の子だけど、（台羽に）恋をしたんじゃないかしら?」との感想を述べている
ロマンアルバムにおける29話のストーリー紹介や、東映アニメBBプレミアム提携プロバイダによる動画配信サービスのストーリー紹介などでは「グリンカ」となっているが、誤植である。また、29話エンディングのクレジット表記とDVD-BOXの「大解説書」ではシラクが鈴木、キリカが小山とキャスト表記が逆になっている。
シラク
声 - 小山まみ
第29話で登場。キリカと共に「虹の星」で逃亡者を装っていた。キリカが射殺出来なかった台羽を拘束し、現れたアルカディア号に空母ゾネスで挑むが、ラムで撃沈されて敗北した。
ダイネス
声 - 中谷ゆみ
第32話で登場。アルカディア号を破壊すべくユリシーズ星雲内の「風の星」の大地に地雷を仕掛け、ハーロック達を待ち受け、その磁力地雷は本物と寸借、質量が同じアルカディア号の模型を一瞬で撃破するほどだったが、危険を察知した中枢大コンピューターによって地雷の罠を見破られ、アルカディア号の反撃で敗死する。
ツインシスター（ルイとメーバ）
声 - ルイ：小原乃梨子、メーバ：つかせのりこ
第34話で登場。ユリシーズ星雲で最後となる二連星「双子の星」でハーロック達を待ち受ける双子のマゾーン指揮官。自軍には影響を与えない「人工引力発生装置」でアルカディア号を捉え、まゆの救出に赴くアルカディア号を窮地に追い込む。
クレオパトラ風の短髪で顔立ちは同じ（アイシャドウのみ色違い）。身体のラインが出るスペーススーツ基準のマゾーン軍人には珍しいミニスカスタイルの衣装を着ている。ルイは装置を破壊しに乗り込んだハーロックを討ち取ろうとするが、逆に反撃を受けて負傷。この時メーバはルイの名を叫んで駆け寄ったが、ここでルイは「大丈夫よ。メーバ」と返答して（名はここで判明）、マゾーンにも姉妹愛らしき物の存在がある、心を持つ敵なのを表現していた。
ルイ達は最後の力で双子の星をアルカディア号にぶつけようと操作するが、間一髪アルカディア号は脱出。姉妹は衝突した星もろとも燃え尽きてしまう。
アドルフ
声 - 間嶋里美
第36話で登場。マゾーン先遣艦隊を率いる司令官。静香による内部からの破壊工作により、主砲などが使用不能となったアルカディア号に戦いを挑むが、敵前逃亡を図る部下の艦に戻れと怒るもラム（衝角）戦の前に次々と艦を破壊されて敗れ去る。
マゾーン特攻部隊の司令官
声 - 間嶋里美
第41話で登場。クレジット表記は「マゾーン司令A」。主力艦隊の壊滅後、全貌を現したラフレシアの旗艦ドクラスへと進むアルカディア号の前に、生き残りの部隊を率いて特攻を仕掛けて「全能なるマゾーン、女王ラフレシアに栄光あれ！」と叫んで自らはゾネスで体当たりを敢行、大損傷を与えるが、倒すまでには至らなかった。

## 地球人
※ここでは主に、アルカディア号乗組員以外の地球人を挙げる。

### ハーロックの友人とその家族
大山 トチロー（おおやま トチロー）
声 - 山田俊司（現・キートン山田）、山口勝平(パチンコ)
ハーロックの無二の親友。アルカディア号のほか、海賊島並びに第2海賊島・自動変形小惑星デスシャドウの設計者。作中の時点では既に宇宙病で死亡しており、死後はアルカディア号の中枢大コンピューターにその魂を宿している。このトチローの魂こそ、マゾーンが探っていたアルカディア号42人目の乗組員“眠り続けている男”の正体であった。死後も魂はハーロックと共にあり、アニメ版では彼が窮地に陥った際の「友よ！」という呼びかけに応じてアルカディア号を動かすなど、幾度もその窮地を救った（13話、41話など）。
原作では生前の姿は登場しないが、アニメではハーロックの過去が描かれた30、31話及び34話で生前の姿が描かれた。ハーロックとは幼稚園の頃からの幼馴染となっており、女戦士エメラーダとの間に一人娘・まゆをもうけたがアルカディア号の完成後に疲労がたたって死亡。彼の遺体は宇宙葬で葬られた。また、脳細胞と魂を残したということになっている。
墓は、惑星ヘビーメルダーにある。アニメ版では仮の墓が地球にあり、ハーロックは第1話で忘れ形見のまゆと共に訪れている。墓標に書かれた生没年が2948-2970年となっていることから、22歳ぐらいで亡くなっている。
なお、原作や様々な松本作品でのトチローの自分称は「俺」だが、本作では「僕」になっているのも、他作との違いとなっている。
エメラルダス
女海賊。トチローの恋人で、ハーロックの盟友。
原作では実在幻影による偽者が登場。海賊島に一人で訪れたハーロックの前に彼女の姿を借りて現れる。立体映像で海岸を映した島内で裸になりハーロックを誘惑したが、これはマゾーンの心理作戦によるもので彼には通用しなかった。
彼女について、原作第1巻でのハーロックの弁によれば「トチローと死を共にした」となっているが、最終巻では同じく彼の弁で「今もトチローを探して宇宙の海を旅している」と語られている。
アニメでは版権問題により登場しなかったが設定画が描かれており、ロマンアルバムで確認できる。彼女に相当するキャラクターとして、エメラーダ（声：吉田理保子）が30、31話で登場。エメラルダスのように頬に傷はない。惑星ヘビーメルダーの鉱山で重労働に着かされている人々を救おうとしていた矢先、ハーロックとトチローに出会う。その後トチローと結婚しまゆを授かる。トチローの死に際してハーロックにまゆを託し、彼女自身はトチローの棺を宇宙船で追ってハーロックの前から姿を消した。
まゆ
声 - 川島千代子
アニメ版に登場。ハーロックの親友・大山トチローとエメラーダとの間にできた子供。アニメではこのまゆの存在により、ハーロックが地球を守るために戦う動機付けになっている。
7歳の誕生日にハーロックからもらったオカリナを大切にしており、劇中ハーロックに思いを馳せながらオカリナを吹く場面が頻繁に描かれた。このオカリナによる「まゆのテーマ」は、アニメでの代表的なBGMの一つ。
通っているジョバンナ学院では舎監や他の子供達にいじめられる、ハーロックを亡きものにしようとする切田によって砂漠に連れて行かれた（14話）ほか、マゾーンにさらわれる（27話）など、過酷な仕打ちを受ける場面が目立った。
38話でまゆを安全な場所に移そうとした切田により、彼の育て親・ハッシ長老のいるクルナ村へと切田の操縦する戦闘機で連れて行かれる。だが、最終話ではクルナ村の他の子供達と共に輸送船に乗って日本に帰っていた。
原作中でも、トチローの魂が宿る中央大コンピューターとハーロックとの会話においてトチローが娘の背が伸びていたことを喜ぶくだりがある。アニメ版の放映当初、原作者の松本は「ハーロックは、親友の娘がいなければ地球を守ろうという気持ちになれないような男ではない」との視点から、まゆを登場させることに少なからず抵抗感があったことを述懐しており、アニメ映画『わが青春のアルカディア』を特集したロマンアルバムでの証言では、少年の成長に立ち会うハーロックのキャラクターを活かす意味で「（トチローの子供を登場させるならば）自分なら男の子にする」とも述べている。
パチンコ機『CRフィーバーキャプテンハーロック』でのムービーシーンにおけるキャラクター紹介では、大山まゆとなっている。
本作以後に東映でハーロックを主人公としたアニメ作品でも女児キャラクターを主要キャラクターとして登場させることは踏襲され、前述の『わが青春の～』ではミラという女児キャラクターが登場し、続編のTVシリーズ『無限軌道SSX』でもミラそっくりの少女・レビがアルカディア号の乗員として登場している。
1990年代後半に入って執筆された『999』エターナル編では、エメラルダスとトチローの間にまゆという娘がいることになっている。ゲーム『松本零士999』では、ルイという彼女と同一の容姿をした少女が登場している。
声を担当した川島は、「常に俗世間から離れてなければいけないことを念頭において演じていた」とのこと。また、「印象に残っている役」ともコメントしている。
準備稿では名前は大山民子（たみこ）だったが、原作者の松本により「まゆ」と名づけられた。民子の名は一文字取って切田長官の死んだ妹の名に宛がわれることになった（アニメ第1話台本より）。

### 地球政府関係者
※首相以外はアニメ版にのみ登場。
首相
声 - 八奈見乗児
地球連邦政府の首相。ぐうたらでふやけきった地球人を象徴するような人物で、地球に黒色の巨大な球体（マゾーンによるペナント）が打ち込まれたという異常事態にも「山が一つ増えたと思えばいい」と危機感を抱かないという体たらくぶりである。次期選挙に不利となることはせず、公務そっちのけでゴルフやドッグレースに興じている。
原作では台羽博士やクスコ教授の警告に全く関心を示さず、ハーロックの言葉も軽視して「自分は偉大な首相」、「ヘビーメルダー辺りに行きたい」等と言葉の軽さや無責任さが目立っていた。
アニメでもハーロック打倒に執念を燃やす切田の行動さえさして重要視しておらず、秘書がマゾーン（波野静香）である事も気づかず、27話で切田からマゾーンが実在して地球を狙っている事実を告げられても全く無関心で、「こんなぐうたらな地球を捨てたハーロックの怒りが判る！」という切田の憤りにすら耳を貸さず、逆に波野静香の策略に簡単にのせられてまんまと切田を追放してしまった自己中心の塊であり、更に最終話ではハーロックと40人の仲間達に「Zナンバー」と呼ばれる地球では暮らせない犯罪者のレッテルを貼って、マゾーンを追い払った一行を用無しで地球からの退去処分を下し、ハーロックの懇願も屁理屈を付けて撥ね除けるものの、マゾーンの最後の攻撃が始まった時には何も出来ず、掌を返してやっつけて欲しいと調子の良い事を言うが、自業自得でハーロック側から冷たく足蹴にされてしまった。
声を担当した八奈見曰く、「付録のような役」で、それは最終話のナレーターによるハーロックの仲間達の地球での活躍を紹介した後、「ここにもまた、1人の男が…」という解説で、マゾーンが全滅した後もまだ首相をやり、復興を進めながら「大競馬場を建てる！」と嘯いた姿にも表れている。
切田長官
声 - 柴田秀勝
本名は「切田満（きるだ みつる）」。地球警備隊の長官で、ハーロックを倒そうとしていた。ぐうたらな地球人の中にあって、その職務に対する熱心さは、いささか浮いている印象を与える。また地球警備隊の兵器はアルカディア号やマゾーンの宇宙艦にはとても及ばず、毎回完敗を繰り返していた。ハーロックを憎むあまり、まゆにも冷たい仕打ちをしていたが、二人の強い絆を見て忘れかけていた人間の温かさを次第に取り戻していく。
ロマンアルバムの紹介ページには、松本の筆と思しきラフが掲載されている。このラフでは5頭身程度に描かれているが、小松原一男によるアニメの設定画では7頭身くらいでラフよりも手足を長くしてスマートな体型で描かれており、アニメはこれに準じた作画がなされた。腰に吊るしている全長30cmの大型拳銃「キルダー2000無限ピストル」を愛銃としているとされる。エネルギー消費が多く、射撃時に轟音を伴って生じる反動により命中精度は低いうえに弾切れになるのが早い、と設定されているが、劇中で切田がターゲットを外す描写はそれほど描かれていない。
27話でマゾーンの存在を知って以来、ようやく地球の現状に危機感を抱くようになるものの、首相から危険人物としてハーロック達と同様に疎んじられるようになる。遂には反逆罪で処刑されそうになるが、首相秘書・波野静香の手びきで脱獄。静香の身を案じて仇敵であるハーロックに紹介状を書き、彼女をアルカディア号に乗船させるが、それが静香の筋書きであることを知る由もなかった。その後、切田自身もアルカディア号に「43人目の乗組員」として乗船し、最期はアルカディア号の中枢大コンピューターを艦内に侵入するマゾーンの手から守り、マゾーンの隊長（声：中谷ゆみ）を道連れにして死亡。その亡骸はハーロックの手で第2海賊島内の砂丘に葬られた。
第14話で彼が語ったところによれば、妹・民がおり、4人家族だった。地球政府の秘密探索官としてファラオの秘宝を探していた父の仕事の都合により、家族でエジプトのクルナ村に移り住むこととなった。切田10歳、妹の民は5歳だった。だが一年後に母を原因不明の熱病で失い、父も2人の子供を残して行方不明となる。仕方なく切田は民と共に父を探しに砂漠へ足を踏み入れるが、民も死んでしまう。彼は妹の魂を王家の守護神・スフィンクスに守ってもらおうと思いその近くに彼女を葬った後、砂漠の民であるハッシ長老に孤児として引き取られることとなった。
声を担当した柴田は当初、ハーロックなどの登場人物に比べて切田や地球側の人間を魅力のないキャラクターだと感じたという。だが、演じていくうちに切田が単なる悪者ではなく、一つの正義感を持った信念のある男だとわかると、そうした隠れた男らしさを表現していくのが役者としては面白かった、とコメントしている。それだけに彼が死んだとき、その生き方に感激したファンからの手紙をもらった柴田は、切田の生き様が伝わっていたことがうれしかったとも語っている。
片桐 一也（かたぎり かずや）
声 - 山田俊司
有紀螢のかつての婚約者。
螢の父・秀一郎の助手だったが、宇宙開発庁のポストに就くため事故に見せかけて彼を殺害。その後、螢の元を離れていくも、父の墓を訪れた螢の前に再び現れ秀一郎の研究を引き継いだと語り、彼女に「一緒に暮らしたい」と甘い言葉をささやく。だが彼は切田とマゾーンの2重スパイだった。螢の想いを利用してアルカディア号の情報を引き出そうとしたうえに、地球がマゾーンに支配された後のポストにまで就こうと目論むが最期は螢の手で葬られる。
山中（やまなか）
声 - 加藤修（後の加藤治）
地球連邦宇宙海軍時代の魔地の上司で、アニメ17話でのハーロックの弁で「地球連邦の宇宙海軍の男」と語られる。またこの時の台羽の「父さんと知り合いだった」とのセリフから、台羽博士と面識があったこともわかる。
宇宙戦艦ブレーブス号の艦長として、魔地と共にハーロックと戦ったこともある。ハーロックは「勇気のある男だった。だが惜しむらくはあくまで地球連邦政府の人間であり続けたことだ」と評し、魔地は「いい男だったが、融通の利かなさが唯一の欠点」と評している。ハーロックとは敵対していたが、何者にも縛られず宇宙の海を自由気ままに渡り歩く彼の生き方に魅かれ、アルカディア号の指揮をとってみたいと思うこともあった。
魔地の妻・亜希の正体を知り、彼に事情を明かさず妻と別れるように忠告する。だが、幸せの絶頂にあった魔地はそれを受け入れず、亜希に命を狙われそうになり射殺する。それを目の当たりにした魔地に銃を向けられるが、そこに現れたハーロックによって窮地を救われる。ハーロックから共闘の誘いを受けるが、地球側の人間である山中は自分のやり方で戦うと告げ、立場の違いから彼と組みすることはなかった。
その後、アルカディア号は山中からの救援要請をしたためたメッセージボトルを回収、馬の首星雲にあるというマゾーンの基地へ向かう途中で幽霊船となったブレーブス号と遭遇するが、時既に遅く山中は死してなお舵輪を握る白骨の亡骸と化していた。
声を担当した加藤は山中について「とてもさびしい人だと思いましたね」「ある意味ではハーロックをもっと大人にしたような人なんじゃないかな」とコメント。また、「白骨となってまで船を守るなんてところには、ハーロックと共通したヒロイズムみたいなものを感じますね」とも語っており、とても印象に残っているという。
ホラー提督
声 - 緒方賢一
アニメ30話で登場。悪名高いバッド惑星鉱山の支配者。
巨大戦艦エベレストの戦力を傘に地球政府に反発する人々を弾圧、連行し、危険極まりない鉱山で強制的に働かせていたが、従順を装っていたハーロックとトチローによって自艦内に爆弾をしかけられ、エメラーダ襲撃時に艦もろとも爆死する。
星野（ほしの）
声 - 八奈見乗児
アニメ31話に登場した、切田の部下の警備隊艦長。
地球政府の要請で、大山トチローの消息を探す切田の命令でヘビーメルダー近辺探索に赴く。エメラーダの襲撃に遭って乗艦を撃沈されたものの、どうにか生き残り、切田に海賊の情報を伝えた。
大田原 剛三（おおたわら ごうぞう）
声 - 北川国彦（現・北川米彦）
アニメ版の第33話で登場。ますさんの元恋人で切田の前任の長官。
ますさんにフラれたと思い込み、その後、地球警備隊の長官となって結婚。ところが、妻は地球侵略を企むマゾーンだと知って射殺するもマゾーンの存在が知られていなかったため、妻殺しの罪で長官の座を追われる。
マゾーンの存在を知った現長官・切田と酒場で再会。彼からマゾーンの進撃を聞いて基地の戦闘爆撃機を奪って単身出撃、「氷の星」を探索していたアルカディア号と通信越しに接触。ますさんと言葉を交わして貧乏漁師では網元の娘の彼女には本当は愛されないのかと思ったことはお互いの勘違いだったことに気づき、ますさんが変わらずに愛していてくれることを確認した直後、「大漁唄い込み節」をデュエットしつつマゾーン先鋭艦隊に特攻して死亡した。ハーロックは、彼に敬意を表した。
声を担当した北川は「演じていてすごく面白かった。戦争には行ってないけどわかる部分がある」とコメントしている。

### 学者
※台羽の母とアイン博士はアニメ版にのみ登場。
台羽博士
声 - 北川国彦
正の父で博士号を持つ天文学者。アニメのクレジット表記などでは姓と肩書でこのように表記され、名は設定なし。マゾーンの脅威にいち早く気づき、そのことを地球政府に告げたが相手にはされず、マゾーンの手で殺されてしまう。彼の死は、正がアルカディア号に乗るきっかけとなった。
アニメでは生前、正にハーモニカを聞かせながら幼い彼を外に連れ出していた姿が正の回想シーンで描かれており、そのハーモニカが正にとって父の形見となっている。
声を担当した北川曰く「地球のある悲劇的なものをしょってる人」。
クスコ教授
声 - 大竹宏
古代マヤの象形文字を研究している。台羽博士とは学生時代からの親友で、彼もまたマゾーンの脅威を認識していたが、事態を深刻に考えない地球人を疎んじていた。マゾーンが地球に打ち込んだペナントの文字を“ここは全能なる我らマゾーンの第二のふるさと”と表記されていると解読し、地球政府の閣議で報告した直後にマゾーンに殺されてしまう。
声を担当した大竹は「少ししか出なかったけど印象に残っていますね」とコメント。大竹によればヤッタランのように三枚目的な役を演じることが比較的多いことから、まじめな役が来るとうれしいのだという。
台羽 弘子（だいば ひろこ）
声 - 山口奈々
正の母で惑星の大気分析家。正によれば、彼が12歳の時に海王星の衛星・トリトンで事故のために死んだことになっており、地球の人々はその責任を彼女になすり付け、誰も責任を取ろうとはしなかった。原作では正の弁で彼女のことが語られるだけだが、アニメでは名前が設定され正の回想に登場。また、マゾーンの兵士ローラはその姿を正への心理作戦に利用している。
アイン博士
声 - 北川国彦
アニメ28話に登場。ハーロックはかつて世話になったことがあるらしく、再会した際にアインは彼のことを「息子」と呼んでいる。喫煙者であり、パイプをくゆらせている。
科学を捨て、30名の仲間と共にユリシーズ星雲にある「人間の星」に移住した。息子ロメオ（声：緒方賢一）とその妻マリアの間に生まれた孫のイカル（声：中野聖子）を、同年代の少女ビーナと一緒に船に乗せ遊ばせたりもしている。だが住民を装っていたマゾーン工作員・ミユに「イカルとビーナを殺す」と脅迫され、自身が開発した自然コントロール装置をハーロック抹殺のために利用されることになる。

### その他の地球人
※酒場のマスター以外はいずれもアニメ版にのみ登場。
酒場のマスター
惑星ヘビーメルダーの酒場の老マスター。原作終盤で登場。
ハーロックやトチローとは旧知の関係で、老い先短い自分が死ぬ時には、デスシャドウ号のトチローの墓標横に葬られることを望んでいる。酒場は酒から食い物まで何でも揃っているが、客があまり入らず埃でモヤモヤしている。
学長
声 - 小原乃梨子
聖ジョバンナ学園の学長。メガネを掛け、ふっくらとした体型をしている。大抵は切田の言いなりとなっているが、まゆが彼によって連れ去られた時には彼女のことを心配する姿も見られた。
ハッシ長老
声 - 緒方賢一
14話、38話、最終話に登場。切田長官の育て親で、エジプトのクルナ村で孤児たちを育てている。
14話ではまゆを連れ去った切田の指示書に従って村を訪れたハーロックを出迎え、酒を振舞おうとした。マゾーンの遊軍が地球に襲来した際には切田が連れて来たまゆの身柄を預かった（38話）。最終話では、地球に帰ってきたハーロックにまゆが他の子供達と共に輸送船に乗っていったことを教えた。
クルナ村の子供達
声 - つかせのりこ ほか
38話と39話に登場する孤児たち。盗み、掻っ払いを常習としていた悪童達だったが、首相から追放された切田長官を助け、恩を感じた切田は彼らをクルナ村のハッシ長老の元へ連れて行った。父親のような歳の切田を「兄貴」と呼んで慕っており、まゆをクルナ村に送り届ける際に負傷した切田に、ハーロック達の反対を押し切って輸血をした。

## トカーガ人
※ゾルと原作に登場したゾルの2人の息子たち以外はアニメ版にのみ登場。また、アニメにおいてトカーガ人はマゾーンの支配下にある宇宙船に収容されており、彼らは虐げられている。トカーガ人の容姿は、原作では首がなく半球状の頭部が胴体にめり込んだような姿となっていたが、アニメではゾルとその部下以外は地球人と大差ない容姿となっている。
ゾル
声 - 山田俊司
惑星トカーガの歴戦の勇士で、体の傷は数えただけでも64箇所に上る。マゾーンに侵略され、マゾーンに従って戦わなければ一族が皆殺しにされるために、マゾーンの手先となって、弾避け同然の傭兵として戦うことを余儀なくされていた。小型艇を使用し、ハーロックにマゾーン中央艦隊の情報を記録したコスモグラフ記憶機を提供した。
原作ではアルカディア号の粒子吸入ダクトから進入し、立体映像による幻影戦士と共にマゾーンの兵士を送り込んだ。内部を調べるべく乗り込んで来た台羽を拉致し、マゾーンの大母艦に戻ろうとするが、アルカディア号の主砲を受けた大母艦の爆発に巻き込まれてしまう。その際に一度は死んだものの、ドクターゼロの手で蘇生した。だが、台羽と会話を交わした後にマゾーンの手先となったことを恥じて自爆。ハーロックは彼を志を同じくする盟友と認め宇宙葬を行った。
アニメでは21話で登場。アルカディア号内での攻防戦の末に台羽によって負傷し、捕虜となったが、原作同様打ち解け、コスモグラフを渡した後、最期はマゾーン艦に特攻して死亡。
ハーロック達と酒を酌み交わした際の乾杯の言葉は「ゴーラム！」。
『わが青春のアルカディア』でも本作の設定を基にした同名のキャラクターが登場しており、容姿は地球人同様の姿となっている。
ゾルの息子達
原作終盤に登場する2人の息子達。マゾーンに対して反乱を起こし、トカーガ星爆発の後にアルカディア号に収容されるものの、マゾーンの放射線砲に撃たれて余命は既になかった。ハーロックにマゾーンの生存圏の大きさを教えた後、宇宙の彼方に消えた。
ゾルバ
声 - 井上和彦
アニメ24話に登場するゾルの次男で、長男は既に死亡したことになっている。
原作では2人の息子達はゾルそっくりだが、話の都合上ゾルとは顔を変えてあり、地球人のイケメン風の容姿。父ゾルのことは誇りに思っているが、マゾーンの看護婦・ルシアと恋に落ち、ゾルの使用していたものと同型の小型艇”流星号”で駆け落ちしてアルカディア号に匿われる。
ルマーニ
声 - 小原乃梨子
ゾルの妻。マゾーンの圧政下にあっても、トカーガ人としての誇りを持っていた。息子ゾルバとルシアの引渡しを要求するマゾーンにより人質にされ、見せしめとして処刑される。マゾーンを憎んではいたものの、ゾルバの交際には特に反対はしておらず、彼が逃げ延びてルシアへの愛を貫くことを望んでいた。
ゾルバ同様に地球人と大差ない容姿となっている。
トカーガ族の長老
声 - 柴田秀勝
アニメ40話で登場。アルカディア号が誤って破損させたトカーガ族の市民船にいた長老で、船内を探りに来たハーロックに同乗している市民の中に身ごもっている女性（後述）がいることを教える。アルカディア号の医務室でお産がすむまでの間、船内にいる他の市民達と共に必死に祈り続けた。
ミュン
声 - 川島千代子
トカーガ族の市民船にいた若い妊婦。怪我を負っていたが、アルカディア号で夫のザーリ（声：大竹宏）から輸血を行い無事男児を出産。彼女の出産を手伝ったことで、アルカディア号は市民船団を味方につけることに成功した。夫に搬送用ベッドで緑児と共に運ばれて市民船へと戻る際、ハーロックと別れの握手を交わし、ヤッタランはアルカディア号のプラモを出産祝いとして男児に渡した。

## ナレーション

### ナレーター
声 - 柴田秀勝
アニメ全編に登場。物語の背景を都度、解説する他、地球側、マゾーン側を問わず、沈黙或いは苦悩する登場人物の心中を代弁するなど、セリフだけでは汲み取れない心情を第三者目線で述べるなど、作品全体を俯瞰する立場で物語を支えた。最終話では製作スタッフ全般の吐露として、作者はこう思うと、ハーロックが大マゾーンに勝てた理由を述べている。

## 註
1. ↑  ロマンアルバム・デラックス30 宇宙海賊キャプテンハーロック、P78。
2. ↑  ロマンアルバム・デラックス30 宇宙海賊キャプテンハーロック、P80。
3. ↑  ロマンアルバム・デラックス30 キャプテンハーロック P114-115に記載。
4. ↑  ロマンアルバム・デラックス30 宇宙海賊キャプテンハーロック、P82。
5. 1 2  '94秋田文庫版巻末の小松左京による解説による。
6. 1 2 3  サンエイムック　完全保存版　松本零士大解剖 無限の零次元宇宙編 P.107『宇宙海賊キャプテンハーロック誕生物語』（作画：島崎譲、脚本協力：安斉勝則）、三栄書房、2016年、ISBN 978-4-7796-2823-8
7. ↑  ロマンアルバム・デラックス30 宇宙海賊キャプテンハーロック、P83。
8. ↑  ロマンアルバム・デラックス30 宇宙海賊キャプテンハーロック、P87。
9. ↑  ロマンアルバム・デラックス30 宇宙海賊キャプテンハーロック、P89。
10. ↑  アルカディア号爆破作戦
11. ↑  ロマンアルバム・デラックス30 宇宙海賊キャプテンハーロック、P60。
12. ↑  ロマンアルバム・デラックス30 宇宙海賊キャプテンハーロック、P94。
13. ↑  本の中でスノーラをオーロラ、キリカをグリンカと書いていたため。
14. ↑  第5巻、53-59頁。
15. ↑  ロマンアルバム・デラックス30 宇宙海賊キャプテンハーロック、P89。
16. ↑  ロマンアルバム・デラックス30 宇宙海賊キャプテンハーロック、P92。
17. ↑  劇中では明示されていないが、ロマンアルバムP96の記述によればハーロックを10年間待ち続けていたとされる。
18. 1 2  ロマンアルバム・デラックス30 宇宙海賊キャプテンハーロック、P96。
19. ↑  ロマンアルバム・デラックス30 宇宙海賊キャプテンハーロック、P99。
20. 1 2  ロマンアルバム・デラックス30 宇宙海賊キャプテンハーロック、P101。
21. 1 2  ロマンアルバム・デラックス30 宇宙海賊キャプテンハーロック、P100。
22. ↑  アニメの設定資料集よると切田重工業製。劇中で名称は明かされていない。しかし、実際の画面上では別モデルの銃を用いており、設定された無限ピストルを使用している場面も見られない。
23. ↑  後にマゾーンの罠であることが判明。
24. ↑  ロマンアルバム・デラックス30 宇宙海賊キャプテンハーロック、P84。
25. ↑  ロマンアルバム・デラックス30 宇宙海賊キャプテンハーロック、P85。
26. ↑  ロマンアルバム・デラックス30 宇宙海賊キャプテンハーロック、P79。